# Заливное (Алтайский край)
Заливное — упразднённое село в Хабарском районе Алтайского края России. Располагалось на территории современного Новоильинского сельсовета. Точная дата упразднения не установлена.

## География
Располагалось в 14 км к юго-западу от села Новоильинка у озера Заливное.

## История
Основано в 1912 году. В 1928 г. поселок Заливное состоял из 27 хозяйств. В составе Аджамского сельсовета Хабаровского района Славгородского округа Сибирского края.

## Население
В 1926 г. в посёлке проживало 122 человека (62 мужчины и 60 женщин), основное население — украинцы.